# Éric Omond
Éric Omond est un scénariste et dessinateur de bande dessinée français né le 16 mai 1968 à Cherbourg. Il a également été professeur de bande dessinée à l'École Pivaut, à Nantes.
Il vit à Flers dans l'Orne[réf. nécessaire].

## Biographie
Né à Cherbourg le 16 mai 1968, fils de Louis Omond et de Colette Brune, instituteurs à Brix, Éric Omond suit après son bac sa première année d'étude à l'École supérieure d'arts et médias de Caen - Cherbourg. Puis, après un passage d'un mois à l'École supérieure de l'image d'Angoulême, il rentre à l'École supérieure des beaux-arts d'Angers, en option Art, où il finit ses études après avoir obtenu son DNAP et son DNSEP avec un album de bande dessinée abstraite.
Lors de ces études, il participe à des expositions organisées par la DRAC. Toujours à Angers, aux Beaux-arts, la bande dessinée ayant mauvaise réputation auprès des professeurs, et Éric Omond faisant un travail à mi-chemin entre la peinture et la bande dessinée, les professeurs l'incitent à abandonner la BD pour s'adonner exclusivement à la peinture. À partir de ce moment-là, Éric Omond ne fera plus que de la bande dessinée. 
Au cours de ces mêmes études, il fait la rencontre de Yoann Chivard avec qui il se lie d'amitié. Il fait avec lui ses premières publications dans la revue britannique Deadline.
Toujours avec Chivard, mais aussi avec Boris Beuzelin (également rencontré aux Beaux-arts d'Angers), Olivier Supiot et Nathalie Bodin, il crée en 1996 l'association La boîte qui fait beuh, un atelier de dessinateurs amateurs en phase de devenir professionnels.
Par la suite il devient professeur à l'École supérieure des beaux-arts d'Angers pendant un an et donne des cours au centre socio-culturel des Ponts de Cé.
En 1997, il lance Toto l'ornithorynque avec Yoann, la série comptera huit volumes, le huitième et dernier, intitulé Toto l'ornithorynque et le dragon bleu étant publié en 2017. En 2000, parait Mort Linden avec Lionel Marty.
De 1998 à 2002, il anime dans Spirou la série Inspecteur Zbu avec Borrini.
En 2002, il sort Le Dérisoire, avec Olivier Supiot au dessin. Cet album remporte le prix du dessin (Alph-Art du dessin) au Festival d'Angoulême 2003.
De 2003 à 2005, il est professeur de bande dessinée à l'École Pivaut.
Son film, Loulou, l'incroyable secret a remporté le César 2014 du meilleur film d'animation.

## Publications
- Phil Kaos Tome 0 & 1, Triskel, 1998
Scénario : Éric Omond - Dessin : Yoann

- Le Dérisoire[7],[8],[9] , Glénat coll Carrément BD, 2002
Scénario : Éric Omond - Dessin : Olivier Supiot

- L'Épouvantail pointeur[10] , Glénat coll Carrément BD, 2002
Scénario : Éric Omond - Dessin : Boris Beuzelin
- Féroce , Glénat coll Carrément BD, 2005
Scénario : Éric Omond - Dessin : Olivier Supiot

- Gus le menteur Tome 1, Delcourt, 1999
Scénario : Éric Omond - Dessin : Nathalie Bodin
- Hubert la cervelle[11] Tome 1, Delcourt, 2001
Scénario : Éric Omond - Dessin : Gelli

- Stabat Mater One shot, Delcourt, 2005
Scénario : Éric Omond - Dessin : Boris Beuzelin
- HCL Hard Core Lycée Tome 1, Glénat, 2000
Scénario et dessin : Éric Omond

## Filmographie comme réalisateur
- 2014 : Loulou, l'incroyable secret[12] - coréalisé avec Grégoire Solotareff
- 2015 : Manimo[13], série d'animation en 65 épisodes

## Distinctions
- 1997 : prix de l'enseignement 41 pour la Jeunesse pour Toto l'ornithorynque
- César 2014 : meilleur film d'animation pour Loulou, l'incroyable secret
- Berlinale 2014 : en compétition pour le Cristal d'argent pour Loulou, l'incroyable secret